# Świelubie (województwo pomorskie)
Świelubie (kaszb. Swielëbié lub Frydrychzdôl) – kolonia w Polsce, położona w województwie pomorskim, w powiecie bytowskim, w gminie Kołczygłowy, na obszarze Parku Krajobrazowego Dolina Słupi.
| SIMC    | Nazwa    | Rodzaj        |
| ------- | -------- | ------------- |
| 0746030 | Klęskowo | część kolonii |
| 0746047 | Muskowo  | część kolonii |

W latach 1975–1998 miejscowość administracyjnie należała do województwa słupskiego.